# Тоннель (Кемеровская область)
Тоннель — упразднённый посёлок станции в Новокузнецком районе Кемеровской области. Входил в состав Терсинского сельского поселения. Исключен из учётных данных в 2024 году.

## География
Центральная часть населённого пункта расположена на высоте 248 метров над уровнем моря.

## Население
| 2010 |
| ---- |
| 7    |

## Интересные факты
Рядом с посёлком проходит Томусинский железнодорожный тоннель.